# Jerzy Stefan Niemsta
Jerzy Stefan Niemsta herbu Jastrzębiec (zm. 26 kwietnia 1631 roku) – sędzia ziemski zatorski w latach 1619–1631.

## Życiorys
Wielokrotnie obecny na obradach sejmiku zatorskiego. Był uczestnikiem popisu pospolitego ruszenia księstwa oświęcimskiego i zatorskiego pod Lwowem w październiku 1621 roku. Poseł księstw oświęcimskiego i zatorskiego na sejm zwyczajny 1629 roku. Jako poseł na sejm zwyczajny 1629 roku był delegatem na Trybunał Skarbowy Koronny.